# الإمامة في المذهب النزاري
الإمامة في المذهب الإسماعيلي النزاري هي مفهوم في الإسماعيلية النزارية يحدد الأبعاد السياسية والدينية والروحية للسلطة المتعلقة بالقيادة الإسلامية على أمة المؤمنين. إن الوظيفة الأساسية للإمامة هي إقامة مؤسسة بين الإمام الحاضر والمعيش في العالم وأتباعه حيث يُمنح كل منهم حقوقًا ومسؤوليات.
تتبع الإمامة النزارية سلسلة نسب من الأئمة الذكور ابتداءً من النبي محمد عن طريق زواج ابنته فاطمة الزهراء من ابن عمه علي بن أبي طالب وعلى التوالي، من خلال ابنهم الحسين وذريته حتى يومنا هذا. كل من يتم تعيينه كإمام خليفة من هذه السلالة مكلف بخدمة المجتمع الإسماعيلي النزاري في عصره؛ والذين يجب عليهم دفع الزكاة المستحقة له بحكم منصبه والإمام النزاري المعين. وفي المقابل، يقدم لهم الإمام التوجيه الديني والروحي ويسعى أيضًا إلى رفاهيتهم الجسدية بأفضل ما يستطيع.
وفيما يتعلق بطبيعتهم الروحية والدينية، يُعتبر الأئمة مظاهر حية للكلمة الإلهية وكذلك وسطاء (الوسيلة في القرآن 5:35) بين الله والأمة. وبناء على هذا الاعتقاد فإن المفهوم الإسماعيلي النزاري للإمامة يختلف عن المفهوم الإثني عشري في أن الأئمة النزاريين يمتلكون سلطة تفسير القرآن بحسب الأزمنة وتغيير أو حتى إلغاء أي جانب من جوانب الشريعة من الإسلام. ونظرًا لطبيعتهم السياسية، يحمل الأئمة النزاريين لقب أمير المؤمنين.
الإمام النزاري التاسع والأربعون الحي حالياً هو الأمير شاه كريم الحسيني آغا خان الرابع.    إن سلطته كإمام وحارس للدين تسمح له بوضع الإيمان في سياقه حسب الزمان والمكان.